# Wiesmann
Wiesmann Sports Cars GmbH — автовиробник ексклюзивних спортивних автомобілів з міста Дюльмен у землі Північний Рейн-Вестфалія. Підприємство закладене 1988 братами Фрідгельмом і Мартином Вісманнами, які застосовували повністю ручне збирання авто 110 робітниками без застосування автоматизованих комплексів. В моделях фірми використовуються двигуни виробництва BMW. За 25 років виготовлено близько 1600 машин, головним чином родстерів. Після банкрутства 2014 року Wiesmann був перекупований британськими інвесторами Roheen та Sahir Berry.

## Історія

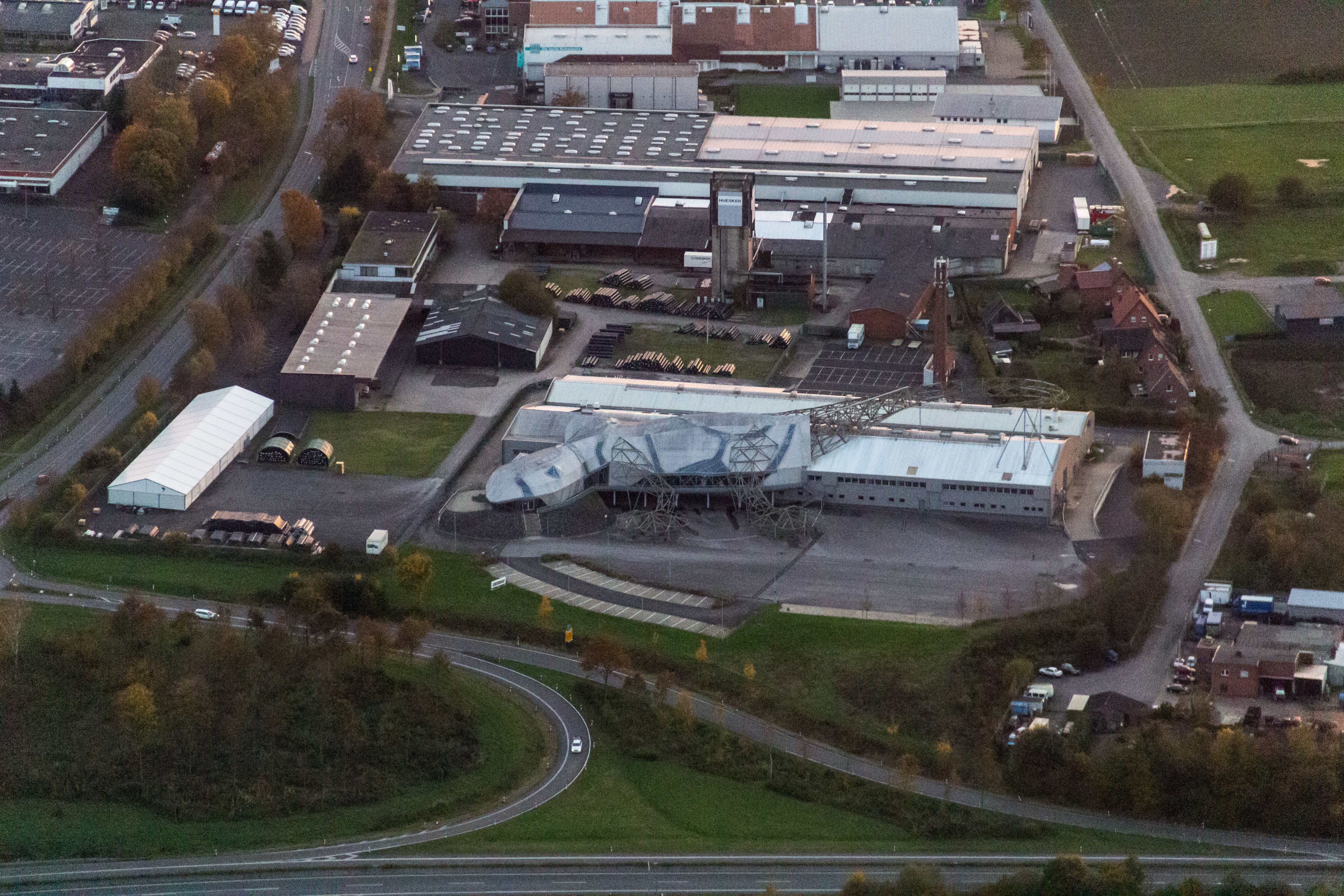
Виробничі приміщення Wiesmann Auto-Sport і логотип гекон

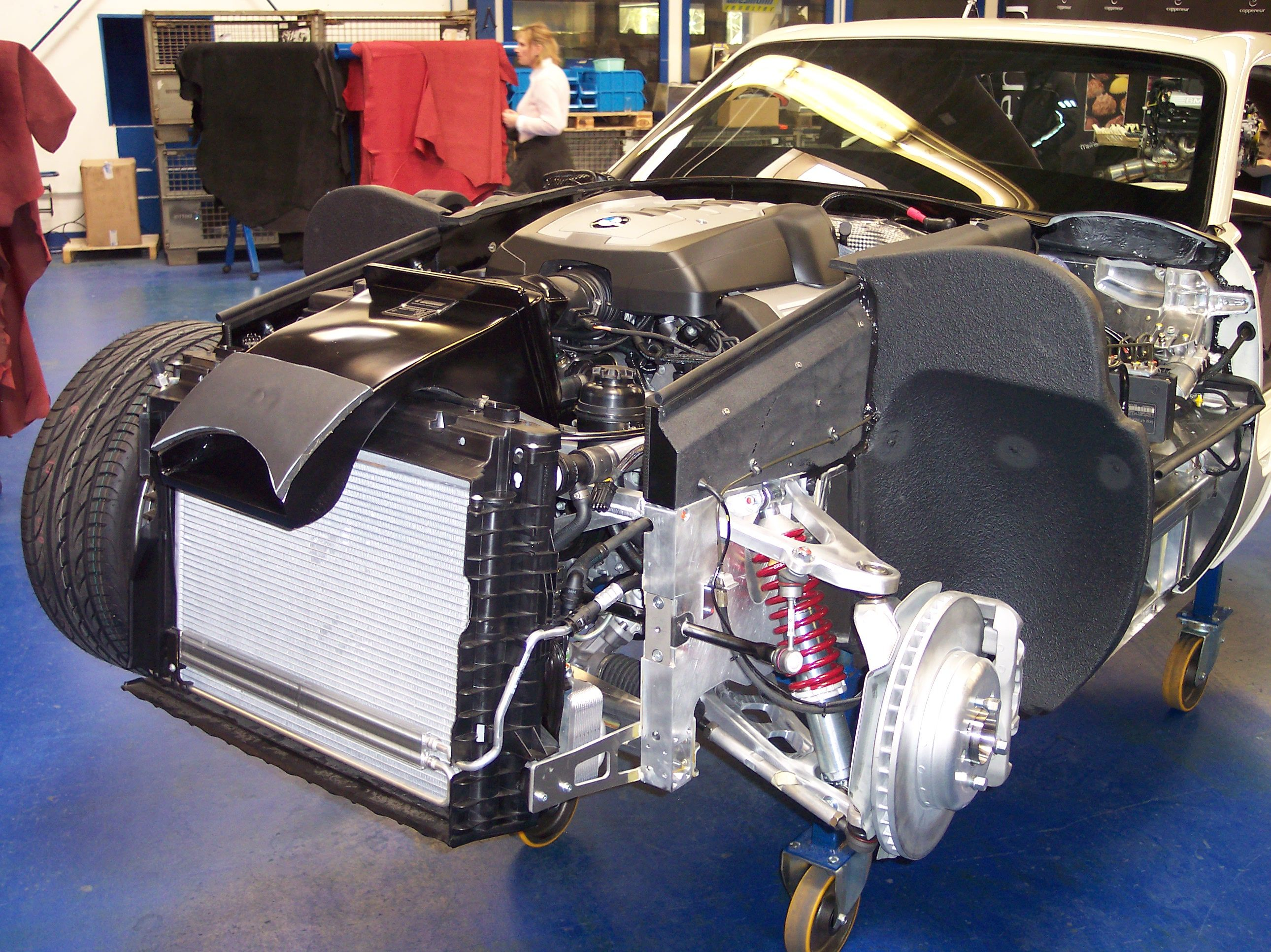
Моторний відсік, передня підвіска Wiesmann GT

Батьки братів Вісманнів володіли автобудинком з продажу авто і брати вирішили почати виготовлення власних авто. Спочатку вони будували дахи хардтоп для кабріолетів, а з 1993 спортивні авто з кузовами родстер. Перша двомісна модель Wiesmann MF 25 отримала мотор потужністю 170 к.с. і дизайн кузова спортивних машин 1950-1960-х років. Було виготовлено 4 машини по 99.500 німецьких марок, які підтвердили зацікавлення покупців. У серійне виробництво запустили 1994 модернізовану модель Wiesmann MF 28 з мотором об'ємом 2793 см³ і потужністю 193 к.с. при ціні 124.900 німецьких марок. При масі 995 кг він розганявся 0-100 км/год за 6,0 секунд і розвивав 225 км/год. Одночасно запустили модифікацію з мотором 3201 см³ і потужністю 321 к.с., що розвивала 255 км/год. і розганялась 0-100 км/год за 4,9 секунд при середній витраті палива на 100 км 11,0 літрів. Виробництво Wiesmann MF 28 припинили 2001 року. У 1994 була запущена модель Wiesmann MF35 з мотором BMW об'ємом 3,5 л і потужністю 211 к.с. за ціною 109.800 німецьких марок.
У 1996 модель MF30 з м'яким дахом потужністю 231 к.с. повинна була підтвердити ідею братів створення класичних родстерів з німецькою якістю. Наступна модель MF3 на тому ж шасі мала більшу потужність. Після 12 років виробництво відкритих родстерів 2003 випустили модель GT MF4 з кузовом купе, що отримала декілька модифікацій. Наступна модель 2008 GT MF 5. Виробничі потужності дозволяли випускати 50 машин на рік, через що потенційні покупці записувались за декілька місяців у чергу. Було вирішено збудувати нові виробничі площі для збільшення виробництва.
У жовтні 2007 компанія перебралась у нове приміщення, над яким встановили дерев'яну конструкцію у гекона — логотипу компанії. Він символізує її рекламний девіз, що авто Вісманн тримаються дороги як гекони стін. Однак через кризу 2008 продажі авто впали, що не дозволило покрити кредити на будівництво нових виробничих площ. Відновлення продажів не дозволило покращити фінансовий стан компанії. Запланований 2008 експорт машин до США не був реалізований через фінансові проблеми.
На початку 2012 Фрідгайм Вісманн покинув керівництво компанією, ставши керівником підрозділу у Мюнхені. На Женевському автосалоні 2012 презентували концепт-кар Wiesmann Spyder, що став останньою розробкою компанії. У липні 2012 компанію покинув Мартін Вісманн. Керівником Wiesmann Auto-Sport став Рольф Гаферкамп. У суді Мюнстеру 14 серпня 2013 відкрили провадження по неплатоспроможністі компанії. 28 листопада 2013 було винесено рішення про неплатеспроможність. 10 січня 2014 оголошено план санацій з створення акціонерного товариства. 20 січня 2014 відбулось зібрання власників Wiesmann Auto-Sport, які після 4-годинної наради вирішили ліквідувати компанію. 5 травня 2014 активи компанії були розпродані на аукціоні.

## Галерея

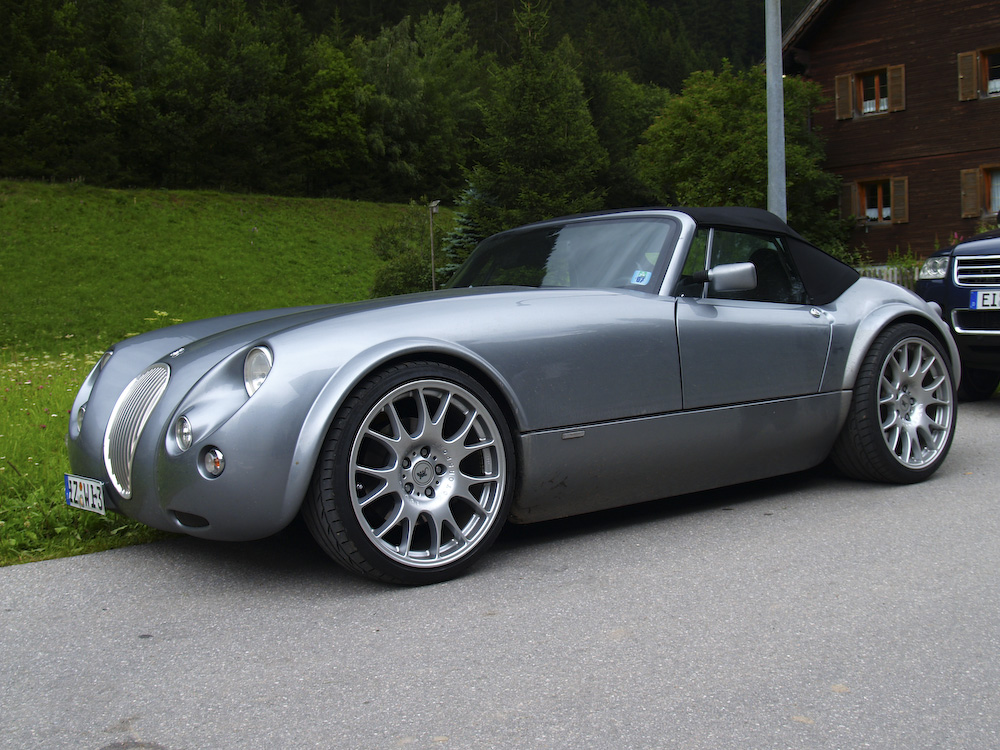
WIESMANN MF3
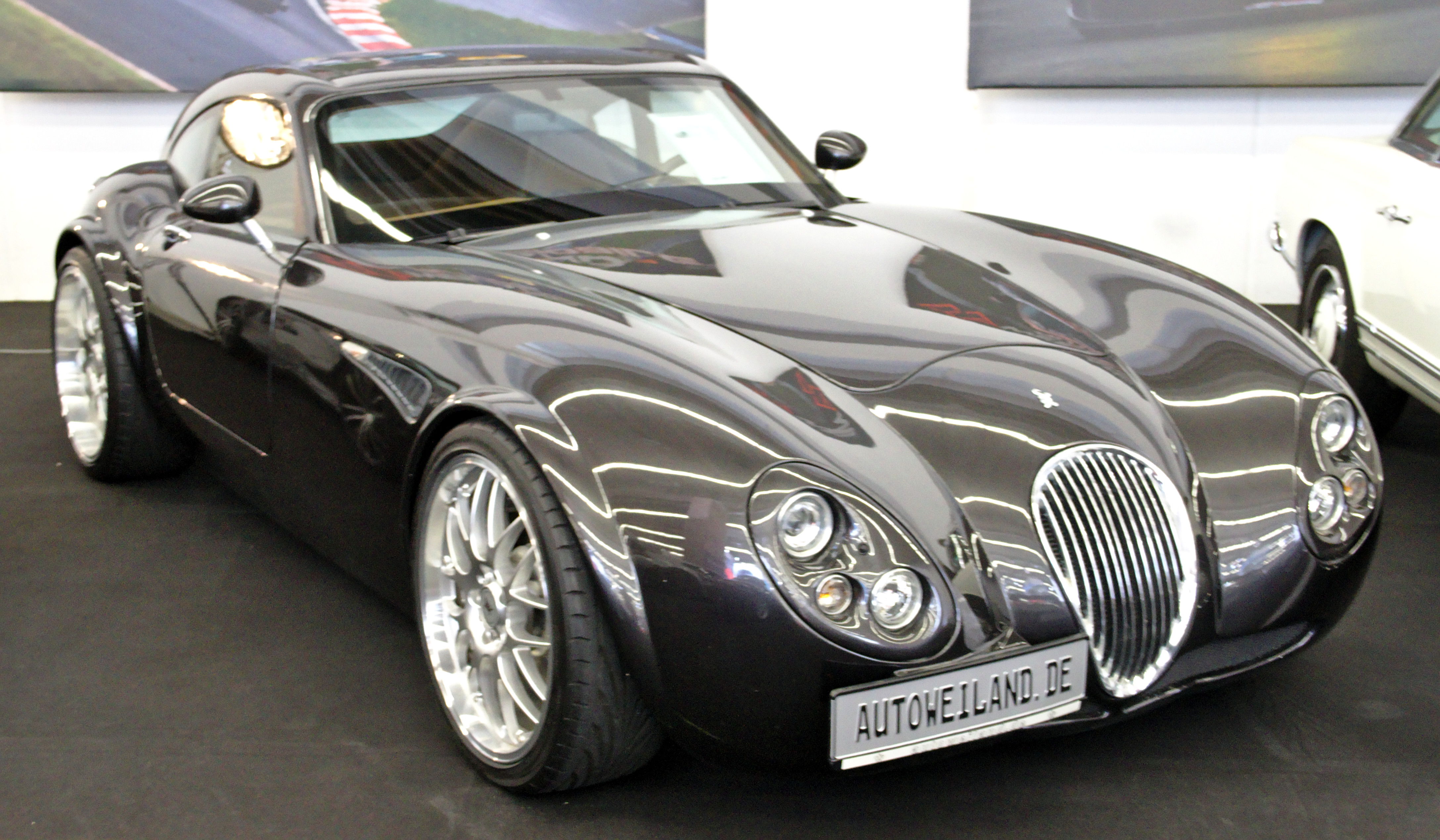
WIESMANN GT MF4
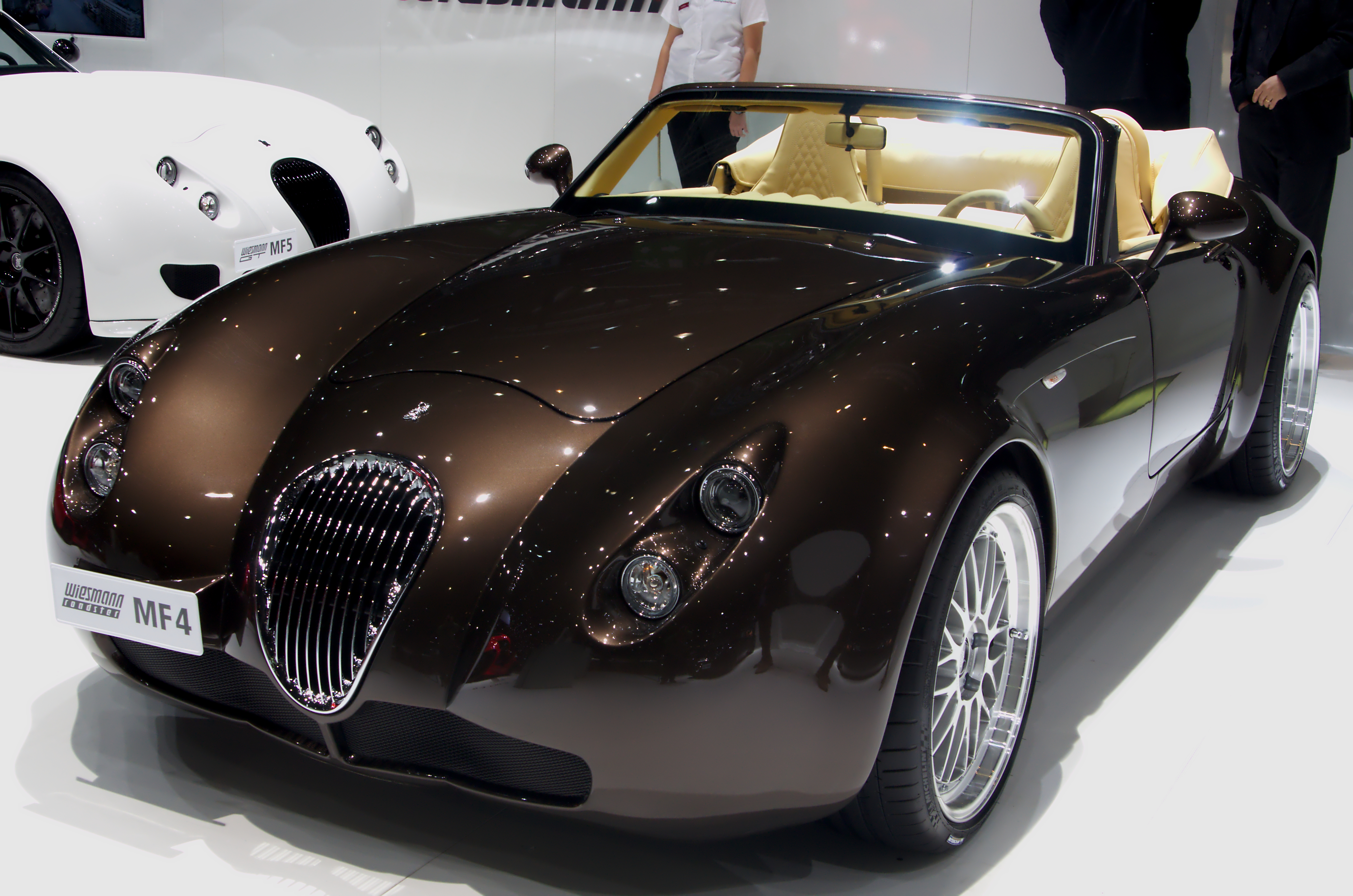
WIESMANN GT MF4
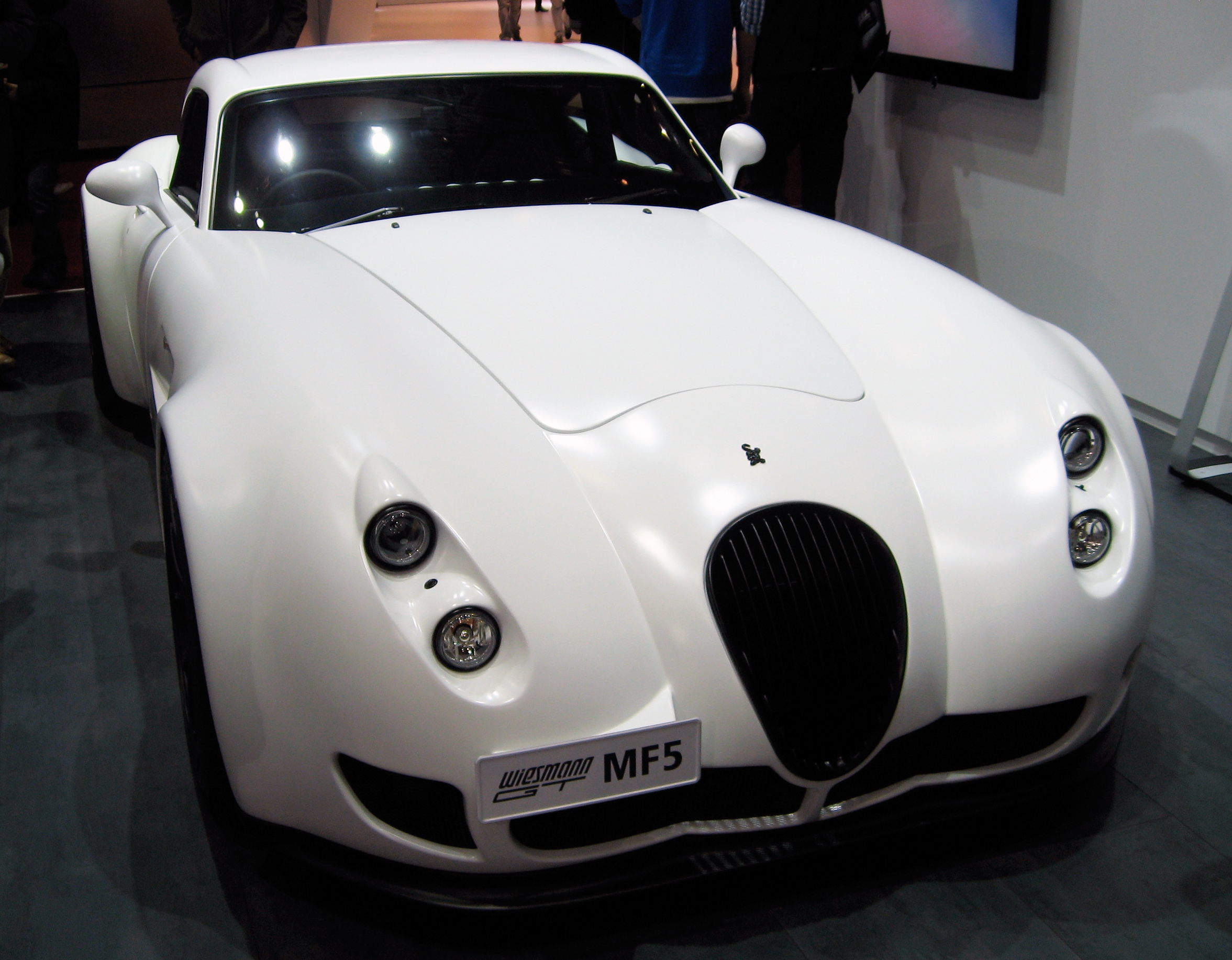
WIESMANN GT MF5
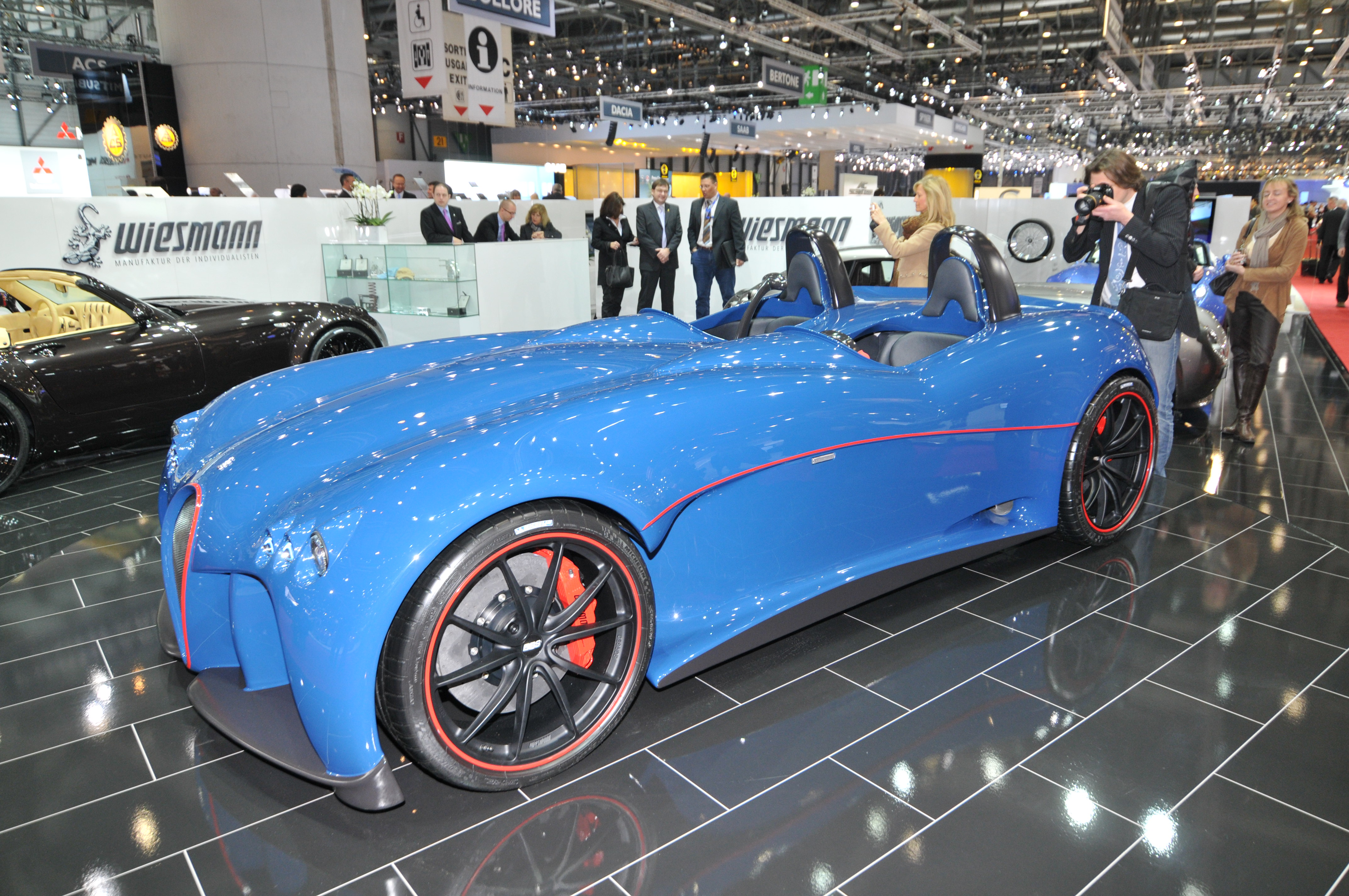
WIESMANN Spyder